# Thomas Banchoff
Thomas »Tom« Francis Banchoff, ameriški matematik, * 7. april 1938.
Banchoff raziskuje na področju geometrije. Od leta 1947 je bil profesor na Oddelku za matematiko Univerze Brown. Tu je od 1. julija 2014 zaslužni profesor. Znan je po svojem raziskovanju na področju diferencialne geometrije v treh, štirih in višjih razsežnostih, po svojih prizadevanjih za razvoj metod računalniške grafike v zgodnjih 1990-ih in nedavno po svojem pionirskem delu o metodah za dodiplomsko izobraževanje s pomočjo spletnih virov.
Študiral je na Univerzi Notre Dame, kjer je diplomiral leta 1960. Doktoriral je na Univerzi Kalifornije v Berkeleyju leta 1964, kjer je bil Černov doktorand. Preden je odšel na Univerzo Brown je poučeval na Univerzi Harvard in Univerzi v Amsterdamu. Leta 2012 je postal član Ameriškega matematičnega društva (AMS). V letih 1999 in 2000 je bil predsednik Ameriške matematične zveze (MAA).

## Izbrana dela
- Banchoff, Thomas; Lovett, Stephen (2010), Differential Geometry of Curves and Surfaces, A. K. Peters
- Banchoff, Thomas; Gaffney, Terence; McCrory, Clint (1982), Cusps of Gauss Mappings, Pitman
- Banchoff, Thomas; Wermer, John (1983), Linear Algebra through Geometry, Springer Verlag
- Banchoff, Thomas (1990), Beyond the third dimension: geometry, computer graphics, and higher dimensions, Scientific American Library, Freeman
- Banchoff, Thomas (1974), »Triple points and surgery of immersed surfaces« (PDF), Proc. Amer. Math. Soc., 46: 407–413 (obravnavanje števila trojnih točk vloženih ploskev v {\displaystyle R^{3}}.)
- Banchoff, Thomas (1967), »Critical points and curvature for embedded polyhedra«, J. Differential Geometry, 1: 245–256 (Gauss-Bonnetov izrek o poliedrih)